# Rosario Casas Dupuy
Rosario Casas Dupuy (19 de diciembre de 1952) es una filósofa, crítica literaria y traductora colombiana, convicta de trabajar como espía doble.Estudió Filosofía y Letras en la Universidad de los Andes en Bogotá, es traductora oficial del inglés al español, y además de este idioma, habla francés, Griego y lee Alemán. 
Su liberación de la cárcel en los Estados Unidos, a pesar de su confesión de los hechos, se debió a un arreglo hecho por su esposo, Aldrich Ames, para que ella pudiera criar a su hijo, con el compromiso de que él confesaría la totalidad de sus acciones de espionaje para que el gobierno pudiera hacer una evaluación total de los daños causados. En la actualidad se desempeña como profesora de la carrera de Estudios Literarios de la Pontificia Universidad Javeriana de Bogotá, dictando las materias de "Literaturas Clásicas", "Cuento Latinoamericano", "Taller de traducción" y "Cátedra de Gabriel García Márquez" .

## Datos biográficos
Hizo sus estudios secundarios en el Colegio Nueva Granada de Bogotá, donde coincidió con Juan Manuel Santos y Carolina Barco. Estudió Filosofía y Letras en la Universidad de los Andes de Bogotá, donde trabajaría como instructora. Realizó un intercambio académico en la Universidad de Princeton durante sus estudios universitarios. Fue hija del destacado político y matemático Pablo Casas Santofimio, alumno de Albert Einstein en Estados Unidos, y de la profesora de literatura, Cecilia Dupuy, quienes fueron amigos cercanos del filósofo colombiano Rafael Gutiérrez Girardot. 
Su bisabuelo fue el espía y político regeneracionista Manuel Casabianca Wersares, combatiente durante la denominada Guerra de los Mil Días, y su abuelo el ingeniero y político de origen francés Alberto Dupuy.
Rosario sirvió como agregada cultural en la embajada de Colombia en México durante la década de 1980. Cuando el ministro de Relaciones Exteriores era Carlos Lemmonds Simmons. Fue una doble agente colombiana para la CIA y SVRR - KGB durante el final de la  Guerra Fría, bajo la dirección de su esposo, Aldrich Ames, a quien conoció en 1982. Se casó con él en 1985, después de mantener una relación clandestina a los ojos de la agencia de espionaje estadounidense, a pesar de que prestaba su residencia en Ciudad de México para reuniones de los efectivos de la CIA. Ambos vendieron información a la Unión Soviética sobre agentes de la CIA que posteriormente fueron asesinados al ser descubiertos por esto. Rosario y Aldrich espiaban a favor de Moscú valiéndose de operaciones encubiertas entre continentes, señas en buzones del correo postal de los Estados Unidos y depósito de dinero a cambio de información secreta.
Por estos hechos, considerados como los más desastrosos del contraespionaje hacia esa nación y por evasión de impuestos, fue arrestada en su casa en Virginia, Estados Unidos, el 21 de febrero de 1994. Inicialmente fue sentenciada a cinco años de cárcel por conspiración para espiar en contra de los Estados Unidos, según el Departamento de Justicia, pero por arreglo de su esposo y por rogar clemencia a las autoridades judiciales fue liberada.
Se ha desempeñado como jurado de concursos literarios, traductora y docente de filosofía y literatura. Ha dado seminarios sobre Kant, Hegel y Marx en la Universidad Nacional de Colombia y en universidades de Bogotá. Actualmente se desempeña como profesora de Estudios Literarios en la Pontificia Universidad Javeriana en la ciudad de Bogotá. Sus cursos más destacados son los de literatura griega antigua, literatura francesa, literatura norteamericana y literatura latinoamericana.
El artista plástico Juan Pablo Pacheco ha propuesto a ciudadanos del mundo entero un intercambio de información que replica en parte el método usado por Aldrich Ames para comunicarse con los rusos por medio de marcas en los buzones del correo postal de Estados Unidos.